# Tourch

Tourch este o comună în departamentul Finistère, Franța. În 1 ianuarie 2022 avea o populație de 1.004 de locuitori.